# Liste der Saalebrücken

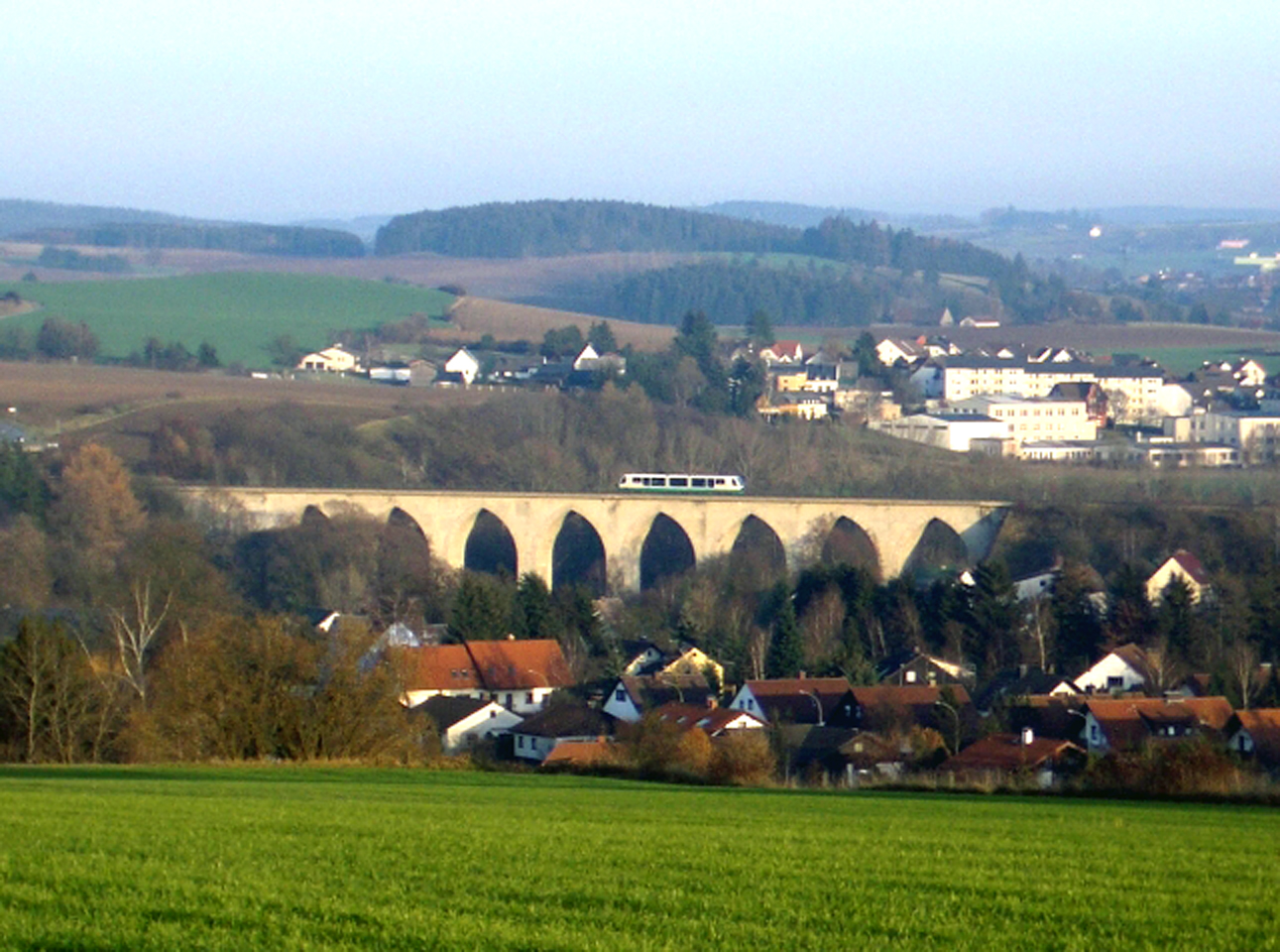
Unterkotzauer Brücke

 Die Liste der Saalebrücken nennt alle Brücken des mehr als 400 km langen Flusses Saale von der Saalequelle im Fichtelgebirge bis zur Mündung in die Elbe bei Barby. Zur Unterscheidung von Flüssen gleichen Namens wird der Fluss auch als sächsische Saale bezeichnet.

## Bayern
| Bild            | Lage                         | Bezeichnung |
| --------------- | ---------------------------- | --- |
| Bild gesucht BW | 50° 11′ 11″ N, 11° 50′ 47″ O | Weißdorf: Brücke der B289 |
|                 | 50° 12′ 42″ N, 11° 51′ 58″ O | Seulbitz: Eisenbahnbrücke |
|                 | 50° 12′ 40″ N, 11° 52′ 11″ O | Seulbitz: Brücke der B289 |
|                 | 50° 13′ 19″ N, 11° 56′ 1″ O  | Schwarzenbach: steinerne Brücke |
|                 | 50° 13′ 24″ N, 11° 56′ 0″ O  | Schwarzenbach: Fußgängersteg |
| Bild gesucht BW | 50° 13′ 33″ N, 11° 56′ 8″ O  | Schwarzenbach: Froschsteg |
|                 | 50° 13′ 44″ N, 11° 56′ 8″ O  | Schwarzenbach: Brücke der B289 |
| Bild gesucht BW | 50° 13′ 55″ N, 11° 56′ 8″ O  | Landwirtschaftsbrücke zwischen Fattigau und Schwarzenbach an der Saale |
| Bild gesucht BW | 50° 14′ 41″ N, 11° 56′ 12″ O | Fattigau: Angerbrücke |
|                 | 50° 15′ 43″ N, 11° 55′ 58″ O | Oberkotzau: Kappelsteg (im Bild hinten oben) |
|                 | 50° 15′ 46″ N, 11° 55′ 57″ O | Oberkotzau: Rohrbrücke (im Bild vorne unten) |
|                 | 50° 15′ 52″ N, 11° 55′ 55″ O | Oberkotzau: Saalesteg Anmerkung: Beim Saalesteg mündet die Schwesnitz in die Saale. Direkt an der Mündung überquert die Bahnstrecke Bamberg–Hof die Schwesnitz, nicht aber die Saale, die jedoch unmittelbar neben der Brücke fließt, aber parallel zur Brücke. Die Schwesnitz-Brücke wird ab und an fälschlicherweise als Saalebrücke bezeichnet. |
|                 | 50° 15′ 57″ N, 11° 55′ 53″ O | Oberkotzau: Frankenbrücke |
|                 | 50° 16′ 5″ N, 11° 55′ 49″ O  | Oberkotzau: Brücke Schwarzer Weg |
|                 | 50° 17′ 6″ N, 11° 56′ 6″ O   | Hof: Brücke der B15 zwischen Moschendorf und Döhlau (im Bild oben) |
|                 | 50° 17′ 7″ N, 11° 56′ 7″ O   | Hof: Fußgänger- und Fahrradbrücke neben der B15 zwischen Moschendorf und Döhlau (im Bild unten) |
|                 | 50° 17′ 31″ N, 11° 56′ 9″ O  | Hof: Eisenbahnviadukt der Bahnstrecke Bamberg–Hof in Moschendorf |
|                 | 50° 17′ 44″ N, 11° 56′ 9″ O  | Hof: Brücke der Leon-Gonczarowski-Straße (kurz: LeGo-Brücke) 2019: bestehende Brücke wurde durch Neubau ersetzt |
|                 | 50° 17′ 53″ N, 11° 56′ 4″ O  | Hof: Filzfabriksbrücke |
|                 | 50° 18′ 13″ N, 11° 56′ 19″ O | Hof: Saalespinnereisteg (nicht mehr vorhanden) |
|                 | 50° 18′ 23″ N, 11° 56′ 8″ O  | Hof: Brücke am Wehr beim Alsenberg |
|                 | 50° 18′ 24″ N, 11° 56′ 6″ O  | Hof: neue Saalequerung am Alsenberg 2020 (geplant) |
|                 | 50° 18′ 37″ N, 11° 55′ 49″ O | Hof: Hüttenwerksteg |
|                 | 50° 18′ 46″ N, 11° 55′ 29″ O | Hof: Jenasteg |
|                 | 50° 18′ 52″ N, 11° 55′ 15″ O | Hof: Friedrich-Ebert-Brücke, ehem. obere steinerne Brücke, am Oberen Anger neben dem Hofbad |
|                 | 50° 18′ 58″ N, 11° 55′ 10″ O | Hof: Textilsteg in den Saaleauen |
|                 | 50° 19′ 11″ N, 11° 55′ 13″ O | Hof: Angerbrücke am Mittleren Anger |
|                 | 50° 19′ 22″ N, 11° 55′ 19″ O | Hof: Michaelisbrücke am Mediamarkt |
|                 | 50° 19′ 33″ N, 11° 55′ 21″ O | Hof: Theresiensteg |
|                 | 50° 19′ 31″ N, 11° 55′ 3″ O  | Hof: Untere steinerne Brücke in der Vorstadt |
| {               | 50° 19′ 27″ N, 11° 54′ 49″ O | Hof: Lessingbrücke |
|                 | 50° 19′ 31″ N, 11° 54′ 38″ O | Hof: Seligensteg |
|                 | 50° 19′ 44″ N, 11° 54′ 29″ O | Hof: Krebsbachbrücke |
|                 | 50° 20′ 11″ N, 11° 54′ 12″ O | Hof: Eisenbahnviadukt in Unterkotzau |
|                 | 50° 20′ 13″ N, 11° 53′ 55″ O | Hof: Unterkotzauer Straßenbrücke |
| Bild gesucht BW | 50° 21′ 13″ N, 11° 52′ 12″ O | Burg Saalenstein: Brücke |
|                 | 50° 21′ 19″ N, 11° 52′ 5″ O  | Saalebrücke (A 72) bei Saalenstein |
|                 | 50° 21′ 57″ N, 11° 51′ 22″ O | Fattigsmühle: Saalebrücke |
|                 | 50° 22′ 18″ N, 11° 50′ 26″ O | Joditz: Saalebrücke Isaarer Straße |
| Bild gesucht BW | 50° 22′ 18″ N, 11° 50′ 25″ O | Joditz: Saalebrücke Von-Stein-Straße, (Kraftwerkskanal) |
| Bild gesucht BW | 50° 22′ 21″ N, 11° 50′ 24″ O | Joditz: Saalebrücke Jean-Paul-Straße, (Kraftwerkskanal) |
| Bild gesucht BW | 50° 22′ 30″ N, 11° 50′ 6″ O  | Joditz: Saalebrücke am Auensee |

## Grenze Bayern–Thüringen
| Bild            | Lage                         | Bezeichnung |
| --------------- | ---------------------------- | --- |
|                 | 50° 24′ 6″ N, 11° 48′ 57″ O  | Saalebrücke von der thüringischen Stadt Hirschberg in deren bayerischen Vorort Untertiefengrün, Gemeinde Berg (Landesgrenze Bayern–Thüringen) |
|                 | 50° 24′ 59″ N, 11° 46′ 59″ O | Brücke der Deutschen Einheit (A9) (Landesgrenze Bayern–Thüringen)                                                                             |
|                 | 50° 24′ 41″ N, 11° 46′ 16″ O | Saalebrücke zwischen Rudolphstein und Sparnberg (Landesgrenze Bayern–Thüringen)                                                               |
|                 | 50° 24′ 28″ N, 11° 45′ 41″ O | Blaue Saalbachbrücke zwischen Rudolphstein und dem ehemaligen Ort Saalbach (Landesgrenze Bayern–Thüringen)                                    |
| Bild gesucht BW | 50° 24′ 33″ N, 11° 44′ 41″ O | Blumenaumühle: Saalebrücke, Mühlkanal |
|                 | 50° 24′ 38″ N, 11° 44′ 42″ O | Grünes-Band-Brücke zwischen Pottiga und Blumenaumühle (Landesgrenze Bayern–Thüringen)                                                         |
|                 | 50° 23′ 58″ N, 11° 43′ 3″ O  | Blankenberg: Saalebrücke (Landesgrenze Bayern–Thüringen)                                                                                      |

## Thüringen
| Bild            | Lage                         | Bezeichnung                                                                                           |
| --------------- | ---------------------------- | --- |
|                 | 50° 24′ 10″ N, 11° 42′ 7″ O  | Saalebrücke zwischen Blankenberg und Blankenstein am Beginn des Bleilochstausees                      |
|                 | 50° 24′ 16″ N, 11° 42′ 16″ O | Saalebrücke der Zellstoff- und Papierfabrik Rosenthal in Blankenstein über den Bleilochstausee        |
| Bild gesucht BW | 50° 24′ 37″ N, 11° 41′ 35″ O | Förderbrücke der Zellstoff- und Papierfabrik Rosenthal in Blankenstein über den Bleilochstausee       |
|                 | 50° 25′ 15″ N, 11° 41′ 7″ O  | Brücke in Harra über den Bleilochstausee                                                              |
|                 | 50° 27′ 1″ N, 11° 41′ 32″ O  | Saalebrücke der B90 bei Saaldorf über den Bleilochstausee (soll bis 2025 durch Neubau ersetzt werden) |
|                 | 50° 29′ 57″ N, 11° 43′ 40″ O | Brücke des Friedens Saalburg-Ebersdorf über den Bleilochstausee                                       |
|                 | 50° 31′ 27″ N, 11° 42′ 56″ O | Bleilochtalsperre mit Brücke über den Überlauf                                                        |
| Bild gesucht BW | 50° 32′ 51″ N, 11° 43′ 33″ O | Eisbrücke über die Talsperre Burgkhammer                                                              |
|                 | 50° 33′ 4″ N, 11° 43′ 4″ O   | Staumauer der Talsperre Burgkhammer                                                                   |
|                 | 50° 33′ 11″ N, 11° 42′ 47″ O | Holzbrücke bei Schloss Burgk                                                                          |
| Bild gesucht BW | 50° 34′ 43″ N, 11° 40′ 36″ O | Brücke Walsburg                                                                                       |
|                 | 50° 36′ 2″ N, 11° 39′ 12″ O  | Elisabethbrücke (L1102) Ziegenrück                                                                    |
|                 | 50° 36′ 4″ N, 11° 38′ 55″ O  | Eisenbahnviadukt (Hemmkoppenbrücke) Ziegenrück                                                        |
|                 | 50° 36′ 43″ N, 11° 38′ 54″ O | Brücke Schulstraße Ziegenrück                                                                         |
|                 | 50° 36′ 52″ N, 11° 29′ 31″ O | Hohenwartetalsperre                                                                                   |
| Bild gesucht BW | 50° 36′ 34″ N, 11° 29′ 13″ O | Brücke bei Hohenwarte                                                                                 |
| Bild gesucht BW | 50° 36′ 16″ N, 11° 28′ 32″ O | Brücke am Pumpspeicherwerke Hohenwarte                                                                |
|                 | 50° 36′ 54″ N, 11° 26′ 53″ O | Laufwasserkraftwerk Eichicht                                                                          |
| Bild gesucht BW | 50° 36′ 51″ N, 11° 26′ 32″ O | Fußgängerbrücke Eichicht                                                                              |
|                 | 50° 36′ 53″ N, 11° 25′ 52″ O | Brücke der B85 in Eichicht (Kaulsdorf)                                                                |
| Bild gesucht BW | 50° 36′ 59″ N, 11° 24′ 12″ O | Brücke zwischen Fischersdorf und Breternitz                                                           |
| Bild gesucht BW | 50° 36′ 48″ N, 11° 23′ 35″ O | Straßenbrücke zwischen Breternitz und Reschwitz                                                       |
| Bild gesucht BW | 50° 36′ 47″ N, 11° 23′ 35″ O | Saalebrücke Breternitz der Bahnstrecke Leipzig–Probstzella                                            |
| Bild gesucht BW | 50° 37′ 50″ N, 11° 22′ 51″ O | Saalebrücke Obernitz                                                                                  |
| Bild gesucht BW | 50° 38′ 5″ N, 11° 22′ 32″ O  | Saalebrücke Neumühlenweg Saalfeld                                                                     |
| Bild gesucht BW | 50° 38′ 20″ N, 11° 22′ 20″ O | Brücke bei Köditz                                                                                     |
| Bild gesucht BW | 50° 38′ 29″ N, 11° 22′ 20″ O | Fußgängerbrücke am Stadion Saalfeld                                                                   |
| Bild gesucht BW | 50° 38′ 59″ N, 11° 22′ 1″ O  | Saalbrücke Saalfeld                                                                                   |
| Bild gesucht BW | 50° 39′ 7″ N, 11° 21′ 51″ O  | Carl-Zeiss-Steg Saalfeld                                                                              |
|                 | 50° 39′ 40″ N, 11° 21′ 40″ O | Saalebrücke Saalfeld                                                                                  |
| Bild gesucht BW | 50° 39′ 41″ N, 11° 21′ 40″ O | Brücke der Bahnstrecke Arnstadt–Saalfeld in Saalfeld                                                  |
| Bild gesucht BW | 50° 40′ 13″ N, 11° 21′ 21″ O | Brücke in Remschütz                                                                                   |
| Bild gesucht BW | 50° 40′ 41″ N, 11° 19′ 23″ O | Saalebrücke der B85 bei Kämmeritze                                                                    |
| Bild gesucht BW | 50° 40′ 57″ N, 11° 19′ 22″ O | Flugplatzbrücke Schwarza                                                                              |
| Bild gesucht BW | 50° 41′ 8″ N, 11° 19′ 39″ O  | Saalebrücke der B85/B88 in Schwarza                                                                   |
| Bild gesucht BW | 50° 41′ 8″ N, 11° 19′ 41″ O  | Saalebrücke der Saalbahn in Schwarza                                                                  |
| Bild gesucht BW | 50° 41′ 8″ N, 11° 19′ 42″ O  | Brücke Saalbahn-Nebengleis in Schwarza                                                                |
| Bild gesucht BW | 50° 41′ 7″ N, 11° 19′ 47″ O  | Rohrbrücke Papierfabrik Adolf Jass                                                                    |
| Bild gesucht BW | 50° 41′ 6″ N, 11° 19′ 51″ O  | Brücke Breitscheidstraße Schwarza                                                                     |
|                 | 50° 41′ 25″ N, 11° 20′ 10″ O | Saaleradwegbrücke bei Unterpreilipp                                                                   |
|                 | 50° 42′ 30″ N, 11° 19′ 35″ O | Brücke Macheleidtstraße Rudolstadt                                                                    |
| Bild gesucht BW | 50° 43′ 0″ N, 11° 20′ 1″ O   | Elisabethbrücke Rudolstadt                                                                            |
| Bild gesucht BW | 50° 43′ 7″ N, 11° 20′ 43″ O  | Brücke am Festplatz Rudolstadt                                                                        |
| Bild gesucht BW | 50° 43′ 9″ N, 11° 21′ 13″ O  | Neue Stadtbrücke Rudolstadt                                                                           |
| Bild gesucht BW | 50° 43′ 7″ N, 11° 23′ 55″ O  | Brücke bei Kirchhasel                                                                                 |
| Bild gesucht BW | 50° 44′ 7″ N, 11° 26′ 57″ O  | Brücke in Weißen                                                                                      |
| Bild gesucht BW | 50° 44′ 14″ N, 11° 28′ 3″ O  | Brücke zwischen Oberkrossen und Kleinkrossen                                                          |
| Bild gesucht BW | 50° 45′ 12″ N, 11° 30′ 32″ O | Brücke in Zeutsch                                                                                     |
| Bild gesucht BW | 50° 46′ 26″ N, 11° 31′ 59″ O | Brücke in Naschhausen (Orlamünde)                                                                     |
|                 | 50° 46′ 27″ N, 11° 32′ 31″ O | Eisenbahnbrücke der Orlabahn zwischen Freienorla und Orlamünde                                        |
|                 | 50° 47′ 8″ N, 11° 34′ 2″ O   | Historische Hängebrücke und Straßenbrücke zwischen Großeutersdorf und Kleineutersdorf                 |
|                 | 50° 48′ 2″ N, 11° 35′ 26″ O  | Saalebrücke Kahla                                                                                     |
|                 | 50° 48′ 26″ N, 11° 35′ 42″ O | Fußgängerbrücke am Sportplatz in Kahla                                                                |
|                 | 50° 49′ 20″ N, 11° 35′ 20″ O | Saalebrücke Großpürschütz                                                                             |
|                 | 50° 50′ 4″ N, 11° 35′ 57″ O  | Brücke in Schöps                                                                                      |
|                 | 50° 50′ 23″ N, 11° 36′ 0″ O  | Brücke zwischen Schöps und Oelknitz                                                                   |
|                 | 50° 50′ 52″ N, 11° 36′ 16″ O | Brücke in Rothenstein                                                                                 |
|                 | 50° 52′ 11″ N, 11° 36′ 20″ O | Brücke in Maua                                                                                        |
|                 | 50° 52′ 26″ N, 11° 35′ 52″ O | Saaletalbrücke Jena                                                                                   |
|                 | 50° 52′ 53″ N, 11° 35′ 49″ O | Eisenbahnbrücke bei Jena-Göschwitz                                                                    |
|                 | 50° 52′ 54″ N, 11° 35′ 50″ O | Straßenbahnbrücke zwischen Jena-Lobeda und Göschwitz                                                  |
|                 | 50° 53′ 2″ N, 11° 36′ 4″ O   | Fußgängerbrücke zwischen Jena-Lobeda und Göschwitz                                                    |
|                 | 50° 53′ 12″ N, 11° 36′ 9″ O  | Rohrbrücke bei Jena-Lobeda                                                                            |
|                 | 50° 53′ 41″ N, 11° 35′ 53″ O | Fußgängerbrücke Jena-Burgau (seit 2004 gesperrt, im April 2025 abgebrochen)                           |
|                 | 50° 53′ 44″ N, 11° 35′ 56″ O | Alte Saalebrücke Jena-Burgau                                                                          |
|                 | 50° 53′ 50″ N, 11° 35′ 56″ O | Straßenbahnbrücke Jena-Burgau                                                                         |
|                 | 50° 53′ 55″ N, 11° 35′ 56″ O | Straßenbrücke Jena-Burgau                                                                             |
|                 | 50° 54′ 27″ N, 11° 35′ 1″ O  | Straßenbahnbrücke am Sportzentrum Oberaue                                                             |
|                 | 50° 54′ 55″ N, 11° 34′ 50″ O | Lichtenhainer Brücke                                                                                  |
|                 | 50° 55′ 9″ N, 11° 35′ 0″ O   | Sportplatzsteg Jena                                                                                   |
|                 | 50° 55′ 29″ N, 11° 35′ 22″ O | Paradiesbrücke (Straßenbahn- und Fußgängerbrücke) in Jena                                             |
|                 | 50° 55′ 29″ N, 11° 35′ 26″ O | Paradiesbrücke (Straßenbrücke der B88) in Jena                                                        |
|                 | 50° 55′ 42″ N, 11° 35′ 46″ O | Camsdorfer Brücke in Jena                                                                             |
|                 | 50° 56′ 3″ N, 11° 35′ 41″ O  | Griesbrücke in Jena                                                                                   |
|                 | 50° 56′ 13″ N, 11° 35′ 54″ O | Wiesenbrücke in Jena                                                                                  |
|                 | 50° 57′ 19″ N, 11° 37′ 55″ O | Kunitzer Hausbrücke                                                                                   |
|                 | 50° 57′ 23″ N, 11° 38′ 4″ O  | Straßenbrücke Kunitz                                                                                  |
|                 | 50° 58′ 28″ N, 11° 39′ 43″ O | Gleistal-Saalebrücke zwischen Porstendorf und Golmsdorf                                               |
|                 | 51° 0′ 27″ N, 11° 40′ 28″ O  | Carl-Alexander-Brücke in Dorndorf                                                                     |
| Bild gesucht BW | 51° 0′ 32″ N, 11° 40′ 43″ O  | Brücke B88 bei Dorndorf                                                                               |
| Bild gesucht BW | 51° 0′ 50″ N, 11° 41′ 7″ O   | Brücke am Zementwerk Dorndorf-Steudnitz                                                               |
|                 | 51° 1′ 54″ N, 11° 41′ 16″ O  | Brücke bei Wichmar                                                                                    |
|                 | 51° 3′ 15″ N, 11° 42′ 31″ O  | Brücke bei Camburg                                                                                    |
|                 | 51° 3′ 19″ N, 11° 42′ 31″ O  | Fußgängerbrücke Camburg                                                                               |
|                 | 51° 4′ 31″ N, 11° 41′ 44″ O  | Brücke bei Stöben                                                                                     |
|                 | 51° 5′ 45″ N, 11° 41′ 4″ O   | Brücke bei Kaatschen                                                                                  |
|                 | 51° 6′ 11″ N, 11° 40′ 14″ O  | Eisenbahnbrücke der Saalbahn in Großheringen (Landesgrenze Thüringen–Sachsen-Anhalt)                  |
| Bild gesucht BW | 51° 6′ 27″ N, 11° 39′ 59″ O  | Eisenbahnbrücke der Thüringer Stammbahn in Großheringen (Landesgrenze Thüringen–Sachsen-Anhalt)       |
|                 | 51° 6′ 29″ N, 11° 39′ 57″ O  | Brücke in Großheringen (Landesgrenze Thüringen–Sachsen-Anhalt)                                        |

## Sachsen-Anhalt
| Bild            | Lage                          | Bezeichnung |
| --------------- | ----------------------------- | --- |
|                 | 51° 6′ 42″ N, 11° 40′ 56″ O   | Saaletalbrücke Bad Kösen |
| Bild gesucht BW | 51° 6′ 33″ N, 11° 41′ 13″ O   | Eisenbahnbrücke der Saalbahn zwischen Großheringen und Saaleck |
| Bild gesucht BW | 51° 6′ 33″ N, 11° 41′ 13″ O   | Eisenbahnbrücke der Thüringer Stammbahn zwischen Großheringen und Saaleck |
| Bild gesucht BW | 51° 6′ 24″ N, 11° 41′ 31″ O   | Saalebrücke bei Rödigen |
|                 | 51° 6′ 38″ N, 11° 41′ 52″ O   | Eisenbahnbrücke bei Saaleck |
| Bild gesucht BW | 51° 6′ 42″ N, 11° 41′ 52″ O   | Saalebrücke zwischen Stendorf und Saaleck |
|                 | 51° 6′ 42″ N, 11° 42′ 17″ O   | Eisenbahnbrücke und neue Straßenbrücke unter der Rudelsburg östlich von Saaleck |
|                 | 51° 7′ 36″ N, 11° 43′ 7″ O    | Saalebrücke am Kieswerk Bad Kösen (hölzerne Fußgängerbrücke, 1990 errichtet, 2020 wegen Bauschäden abgerissen, aber Pfeiler belassen) |
|                 | 51° 8′ 10″ N, 11° 43′ 11″ O   | Saalebrücke Bad Kösen (Brücke der Einheit) |
|                 | 51° 8′ 12″ N, 11° 43′ 8″ O    | Eisenbahnbrücke der Thüringer Stammbahn in Bad Kösen |
|                 | 51° 8′ 53″ N, 11° 45′ 2″ O    | Fischhausbrücke zwischen Schulpforte und Weinberge |
| Bild gesucht BW | 51° 9′ 8″ N, 11° 45′ 58″ O    | Brücke der Zukunft zwischen Almrich und Weinberge |
|                 | 51° 10′ 0″ N, 11° 46′ 58″ O   | Saalebrücke der Bundesstraße 180 bei Naumburg (Saale) |
|                 | 51° 9′ 58″ N, 11° 46′ 55″ O   | Eisenbahnbrücke der Unstrutbahn bei Naumburg (Saale) |
|                 | 51° 10′ 19″ N, 11° 49′ 39″ O  | Hennebrücke in Naumburg (Saale) |
|                 | 51° 10′ 7″ N, 11° 49′ 54″ O   | Eisenbahnbrücke der Thüringer Stammbahn bei Naumburg (Saale) |
| Bild gesucht BW | 51° 10′ 30″ N, 11° 51′ 49″ O  | Eisenbahnbrücke der Thüringer Stammbahn bei Eulau (Naumburg) |
|                 | 51° 11′ 13″ N, 11° 54′ 28″ O  | Fußgängerbrücke in Leißling, nach Lobitzsch führend, offiziell als Fährbrücke bezeichnet |
|                 | 51° 12′ 13″ N, 11° 57′ 40″ O  | Eisenbahnbrücke in Weißenfels |
|                 | 51° 12′ 11″ N, 11° 57′ 59″ O  | Große Saalebrücke in Weißenfels |
|                 | 51° 12′ 13″ N, 11° 58′ 14″ O  | Pfennigbrücke in Weißenfels |
|                 | 51° 13′ 4″ N, 11° 59′ 15″ O   | Neue Saalebrücke in Weißenfels |
|                 | 51° 14′ 4″ N, 12° 1′ 12″ O    | Eisenbahnbrücke Dehlitz (Saale) |
|                 | 51° 14′ 41″ N, 12° 1′ 27″ O   | Saalebrücke Schkortleben |
|                 | 51° 15′ 27″ N, 12° 2′ 30″ O   | Saalebrücke in Großkorbetha |
|                 | 51° 17′ 51″ N, 12° 3′ 29″ O   | Ernst-Thälmann-Brücke Bad Dürrenberg |
|                 | 51° 17′ 54″ N, 12° 3′ 17″ O   | Eisenbahnbrücke in Bad Dürrenberg |
| Bild gesucht BW | 51° 18′ 35″ N, 12° 3′ 1″ O    | Rohrbrücke bei Ostrau |
|                 | 51° 19′ 54″ N, 12° 1′ 30″ O   | Eisenbahnbrücke in Leuna |
|                 | 51° 20′ 1″ N, 12° 1′ 3″ O     | Waldbadbrücke Leuna |
|                 | 51° 21′ 16″ N, 12° 0′ 13″ O   | B-181-Brücke in Merseburg |
|                 | 51° 21′ 27″ N, 12° 0′ 10″ O   | Neumarktbrücke in Merseburg |
|                 | 51° 21′ 34″ N, 12° 1′ 27″ O   | Hohe Brücke über die alte Saale bei Merseburg |
|                 | 51° 23′ 46″ N, 11° 59′ 26″ O  | Eisenbahnbrücke in Schkopau, mit Fußgängerbrücke |
|                 | 51° 24′ 22″ N, 11° 58′ 38″ O  | Saalestrombrücke zwischen Schkopau und Halle (Saale) |
|                 | 51° 24′ 29″ N, 11° 57′ 5″ O   | Saale-Elster-Talbrücke |
|                 | 51° 25′ 1″ N, 11° 57′ 9″ O    | Brücke am Wasserkraftwerk Planena |
|                 | 51° 26′ 7″ N, 11° 56′ 43″ O   | Röpziger Brücke zwischen Röpzig und Halle (Saale) |
|                 | 51° 27′ 5″ N, 11° 55′ 49″ O   | Wörmlitzer Eisenbahnbrücke in Halle (Saale) |
|                 | 51° 27′ 34″ N, 11° 56′ 46″ O  | Rabeninselbrücke in Halle (Saale) |
|                 | 51° 27′ 56″ N, 11° 56′ 54″ O  | Seitenarm Wilde Saale in Halle (Saale): Nordostbrücke der Rabeninsel |
|                 | 51° 28′ 5″ N, 11° 57′ 13″ O   | Rohrbrücke Gesundbrunnen bzw. Rohrbrücke Untere Aue |
|                 | 51° 28′ 17″ N, 11° 57′ 25″ O  | Hafenbahnbrücke in Halle (Saale) |
|                 | 51° 28′ 37″ N, 11° 57′ 34″ O  | Genzmer Brücke in Halle (Saale) |
|                 | 51° 28′ 49″ N, 11° 57′ 35″ O  | Magistralenbrücke in Halle (Saale) |
|                 | 51° 28′ 53″ N, 11° 57′ 38″ O  | Straßenbahnbrücke an der Mansfelder Straße in Halle (Saale) |
|                 | 51° 28′ 54″ N, 11° 57′ 38″ O  | Schieferbrücke in Halle (Saale) |
|                 | 51° 28′ 54″ N, 11° 57′ 38″ O  | Mansfelder Brücke in Halle (Saale) |
|                 | 51° 28′ 24″ N, 11° 57′ 9″ O   | Seitenarm Elisabethsaale in Halle (Saale): Pulverweidenwehr |
|                 | 51° 28′ 48″ N, 11° 57′ 14″ O  | Seitenarm Elisabethsaale in Halle (Saale): Ziegeleibahnbrücke (heute eine Rohrbrücke) |
|                 | 51° 28′ 50″ N, 11° 57′ 13″ O  | Seitenarm Elisabethsaale in Halle (Saale): Magistralenbrücke |
|                 | 51° 28′ 54″ N, 11° 57′ 12″ O  | Seitenarm Elisabethsaale in Halle (Saale): Elisabethbrücke |
|                 |                               | Seitenarm Mühlgraben in Halle (Saale): Ratswerderbrücke, Magistralenbrücke (vier separate Brücken), Straßenbahnbrücke Herrenstraße, Schwarze Brücke, Hallorenbrücke, Klausbrücke, Mühlpforte, Moritzburgbrücke, Pfälzer Brücke, Steinmühlenbrücke, Ochsenbrücke, Dreierbrücke |
|                 |                               | Seitenarm Wilde Saale: Schafbrücke, Gimritzer Gutsbrücke, Bürgerbrücke, Schwanenbrücke |
|                 |                               | zudem Rohrbrücken, zahlreiche Brücken zwischen den Saaleinseln sowie Brücken über den Flutgraben und den Kotgraben |
|                 | 51° 29′ 36″ N, 11° 57′ 0″ O   | Peißnitzbrücke in Halle (Saale) |
|                 | 51° 30′ 15″ N, 11° 57′ 8″ O   | Giebichensteinbrücke in Halle (Saale) |
|                 | 51° 30′ 44″ N, 11° 57′ 16″ O  | Forstwerderbrücke (Halle) (Seitenarm der Saale) |
|                 | 51° 31′ 15″ N, 11° 56′ 20″ O  | Rohrbrücke am Hafen Halle (Saale) |
| Bild gesucht BW | 51° 28′ 54″ N, 11° 57′ 12″ O  | Halle (Saale): Hohe Brücke (in den 1840er Jahren abgerissen) |
|                 | 51° 31′ 40″ N, 11° 50′ 25″ O  | Saalebrücke der Bundesautobahn 143 bei Salzmünde (im Bau) |
| Bild gesucht    | Koordinaten fehlen! Hilf mit. | Salzmünde bzw. Pfützthal: Rohrbrücke „Blaues Wunder“ (2008 abgerissen) |
| Bild gesucht    | Koordinaten fehlen! Hilf mit. | Salzmünde: Fußgängerbrücke (nicht mehr vorhanden) |
|                 | 51° 40′ 3″ N, 11° 44′ 32″ O   | Brücke der Landesstraße 154 zwischen Nelben und Könnern |
| Bild gesucht BW | 51° 40′ 9″ N, 11° 44′ 7″ O    | Eisenbahnbrücke bei Könnern |
|                 | 51° 42′ 5″ N, 11° 40′ 58″ O   | Saalebrücke Alsleben |
| Bild gesucht BW | 51° 42′ 27″ N, 11° 40′ 40″ O  | Brücke der Schleuse Alsleben |
|                 | 51° 42′ 38″ N, 11° 40′ 21″ O  | ehemalige Eisenbahnbrücke Alsleben |
|                 | 51° 43′ 27″ N, 11° 41′ 10″ O  | Saalebrücke Beesedau |
| Bild gesucht BW | 51° 45′ 46″ N, 11° 41′ 44″ O  | Saalebrücke Gröna |
|                 | 51° 47′ 48″ N, 11° 44′ 7″ O   | Schleusenbrücke Schleuse Bernburg |
|                 | 51° 47′ 51″ N, 11° 44′ 16″ O  | Marktbrücke Bernburg (Fußgängerbrücke) |
| Bild gesucht BW | 51° 48′ 2″ N, 11° 44′ 33″ O   | Annenbrücke Bernburg |
| Bild gesucht BW | 51° 48′ 8″ N, 11° 44′ 44″ O   | Eisenbahnbrücke Bernburg |
| Bild gesucht BW | 51° 48′ 10″ N, 11° 44′ 50″ O  | Eisenbahnbrücke Bernburg (Zementwerk) |
|                 | 51° 48′ 22″ N, 11° 46′ 56″ O  | Auenbrücke der Bundesstraße 185 bei Bernburg |
| Bild gesucht BW | 51° 48′ 50″ N, 11° 47′ 0″ O   | Rohrbrücke bei Latdorf |
| Bild gesucht BW | 51° 50′ 23″ N, 11° 46′ 30″ O  | Saalebrücke Nienburg |
|                 | 51° 53′ 25″ N, 11° 46′ 31″ O  | Saalebrücke Calbe |
| Bild gesucht BW | 51° 54′ 58″ N, 11° 48′ 36″ O  | Eisenbahnbrücke Calbe |